# 李欣倫
李欣倫（英語：Iris Lee，1978年9月21日—），是一位台灣散文作家和學者。現為國立中央大學中國文學系副教授。

## 生平
李欣倫出生於桃園市，父親為中醫師，自幼因父親影響而對藥草深感興趣，因此在往後的作品中時常提到中藥知識和童年在藥房的回憶，亦致力研究疾病書寫。李於國立中央大學中國文學系取得學士、碩士和博士，並在大學時期開始寫作，曾於1998年獲得中央大學《金筆獎》新詩和散文兩個組別的冠軍。她隨後仍有繼續寫作，曾出版《藥罐子》和《以我為器》等多部作品，並奪得聯合報文學獎散文獎、時報文學獎、全國學生文學獎和台北國際書展大獎非小説類大獎等多個獎項。李現於國立中央大學中國文學系任教，主要研究研究女性文學。

## 作品
- 《藥罐子》（2002年）
- 《有病》（2004年）
- 《戰後台灣疾病書寫研究》（碩士論文；2004年）
- 《重來》（2009年）
- 《此身》（2014年）
- 《以我為器》（2017年）
- 《原來你什麼都不想要》（2022年）